# Prijs Dominique D'Onofrio
De Prijs Dominique D'Onofrio is een onderscheiding die jaarlijks wordt uitgereikt aan de beste jonge nieuwkomer op het hoogste niveau van het Belgische voetbal. De trofee is vernoemd naar Dominique D'Onofrio (overleden in 2016) en wordt jaarlijks uitgereikt in december, gelijktijdig met de Trofee Raymond Goethals.
De laatste winnaar van de trofee is Joaquin Seys, speler van Club Brugge.

## Winnaars
| Jaar | Winnaar              | Spelend voor     |
| ---- | -------------------- | ---------------- |
| 2019 | Yari Verschaeren     | RSC Anderlecht   |
| 2020 | Charles De Ketelaere | Club Brugge      |
| 2021 | Hugo Siquet          | Standard Luik    |
| 2022 | Bilal El Khannouss   | KRC Genk         |
| 2023 | Arthur Vermeeren     | Royal Antwerp FC |
| 2024 | Joaquin Seys         | Club Brugge      |